# 周自齊

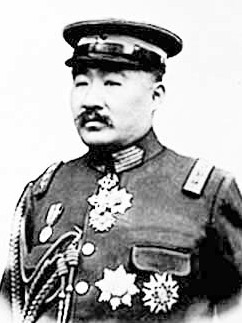
周自齊

周自齊（1869年11月17日—1923年10月21日），字子廙，山東省單縣人。中國近代政治人物、外交家、清华学堂创办人、中华民国国务总理、北洋政府第五任国家元首。

## 生平
清同治八年十月十四日（1869年11月17日）出生于广东潮州。其父周鎬秀，曾任廣東候補巡檢与粤关执事，其母是李氏。1886年6月，进入广州同文馆学习，是月其父病逝，全家由伯父周京秀（号绍堂）抚养。1889年6月广州同文馆毕业，1890年被张之洞推荐入京师同文馆深造。1894年毕业后在北京总理衙门工作，同年考中光绪甲午顺天乡试副贡。1896年参加中日通商行船条约谈判。同年底被驻美公使伍廷芳奏调，派任驻美公使馆随员，1897年4月随伍廷芳赴美。在驻美公使馆工作期间，曾在华盛顿哥伦比亚特区的哥伦比亚大学（乔治华盛顿大学前身）学习。1900年任纽约正领事。1902年任驻古巴代办。1903年任驻旧金山总领事，不久又派署驻美二等参赞。1907年7月至1908年3月代理清驻美国、墨西哥、秘鲁、古巴公使。1908年3月回国，在外务部任职。1909年初，署外务部左参议，5月补任左参议，8月署右丞，不久改为署左丞。8月25日，兼任学部丞参上行走、游美学务处总办，主持选派庚款留美学生，并创办了游美学务处肄业馆（后改名为清華學堂，即清华大学前身）。1911年4月清华学堂正式开学，周自齐任监督（校长）。
1911年11月丁忧期满，由清华学堂监督补原官外务部署左丞，12月迁度支部任副大臣（袁世凱內閣财政次长），仍任游美学务处总办兼清华学堂监督至1912年4月初。1912年3月改任山东都督，1913年1月兼山东民政长。1913年8月任中国银行总裁，9月任交通部總長，12月兼陆军部总长。1914年5月任财政总长兼盐务署督办。1915年4月任农商总长，继续推动民国成立以来的中国工业革命进程，制订与实施了一系列经济改革措施。同年，支持袁世凯称帝，任大典筹备处委员。1916年署财政总长。6月6日，袁世凯病死，7月，与楊度等八人被黎元洪通缉，逃入天津英租界，8月在纽约时报发表英文长篇文章《中国工业革命进程综述》。9月去日本，1917年8月回国。1918年2月获大总统冯国璋特赦，任参议院副议长、总统府高等顾问。10月，与熊希龄等24人通电发起“和平期成会”，主张南北言和。12月任北京总统府财政委员会委员长。1920年8月任北京政府财政总长，兼盐务署督办、币制局督办。次年11月，以中国代表团高级顾问身份出席华盛顿会议。
1922年任徐世昌大总统下的國務院總理兼教育總長，6月2日徐世昌辭職，將印信交由國務院攝行大總統職權，周自齊等通電表示，將大總統職權交還國會，以國民資格維持一切，聽候接收。是日，国务院召开紧急会议，周自齐率內閣成員发布大总统令，国务总理周自齐同时发布国务院令，宣告国务院依法摄行大总统职权，并于6月2日至6月11日发布大总统令一百一十余道，任免政府官员，维持政府正常运转与社会稳定，直到6月11日黎元洪復職。后不满直系军阀，退出政界。同年赴欧美考察实业，回国后筹办孔雀电影制片公司。
1923年10月21日，周自齐在北京病逝。葬于今北京市门头沟区周自齐墓。